# Чуюнчі-Чупаново
Чуюнчі́-Чупа́ново (рос. Чуюнчи-Чупаново, башк. Чуенчы-Чупан) — село у складі Зілаїрського району Башкортостану, Росія. Входить до складу Дмитрієвської сільської ради.
Населення — 137 осіб (2010; 232 в 2002).
Національний склад:
- татари — 82%